# Elefant marí meridional
L'elefant marí meridional (Mirounga leonina) és la foca més grossa del món. Habita als mars meridionals, des de l'Antàrtida fins als altres continents que els voregen, i es reprodueix a la terra en platges de les illes subantàrtiques. Estudis de seguiment per satèl·lit n'han revelat les extraordinàries habilitats de viatge en l'oceà i de capbussada.
Fou caçat de manera intensiva durant el segle xix, i en menor mesura fins a mitjans del segle xx. Aleshores, es trobava en perill d'extinció, però des d'aleshores les seves poblacions s'han recuperat en part; tanmateix, aquestes poblacions experimenten fluctuacions encara inexplicades.

## Descripció
És un parent molt proper de l'espècie nord-americana, l'elefant marí septentrional (M. angustirostris), de la qual es distingeix en un cos generalment més massiu i en un musell més ample.
El dimorfisme sexual està molt marcat: els mascles adults són de tres a quatre vegades més grossos que les femelles. Els exemplars més grans poden pesar prop de quatre tones i mesurar més de sis metres, però habitualment els mascles tenen un pes mitjà d'aproximadament dues tones i una llargada de quatre metres, mentre que les femelles pesen uns 500 kg i mesuren uns 270 cm.

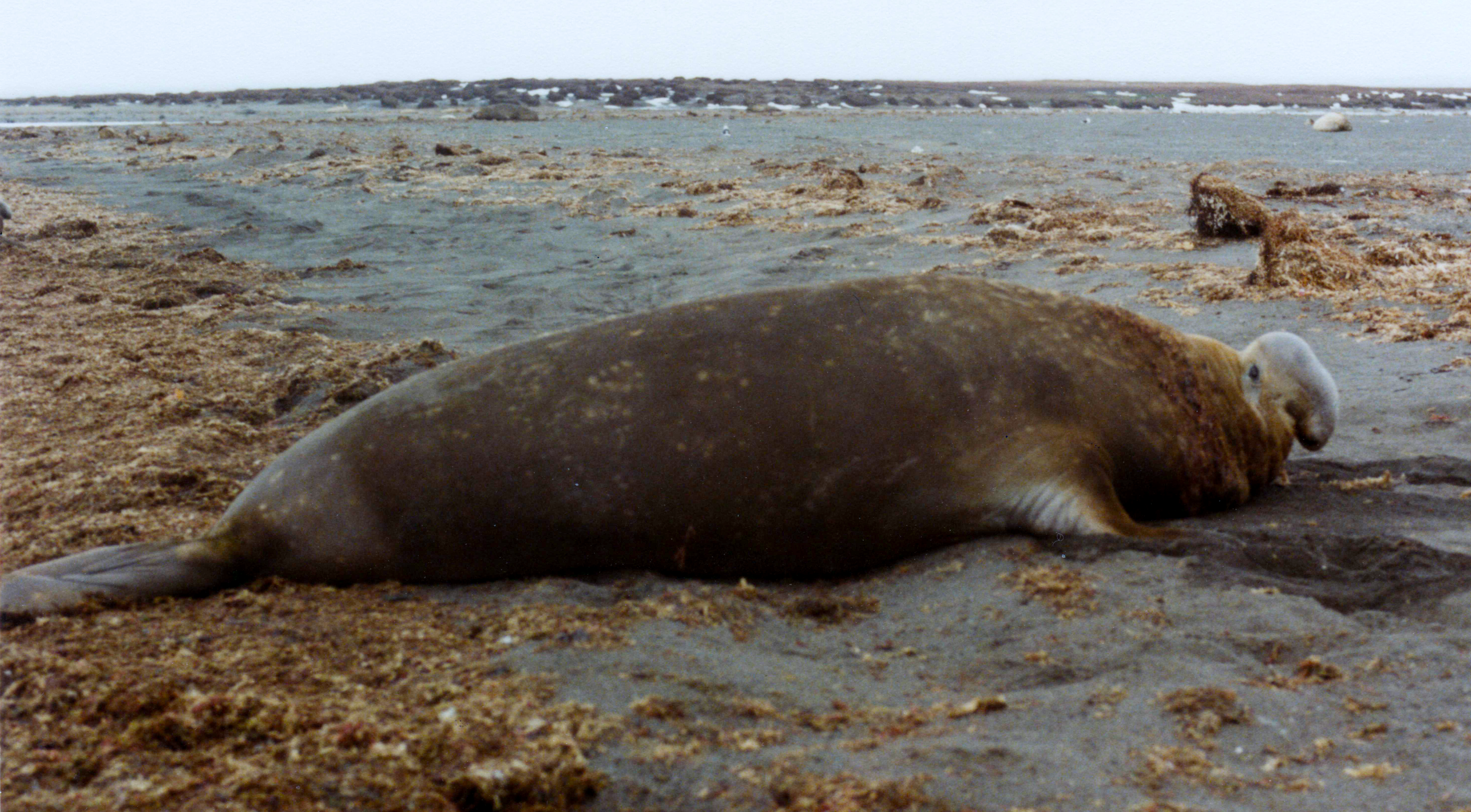
Un mascle dominant amb una trompa ben desenvolupada

En els mascles, els narius es desenvolupen en forma de trompa, particularitat que es troba a l'origen del nom d'elefant de mar. Aquesta trompa (o probòscide) es fa més gran i s'infla per actuar com una mena de caixa de ressonància quan l'animal eructa o rugeix per tal d'afirmar la seva autoritat.
Els ulls són grans, rodons i negres. Aquesta mida dels ulls i el fet que tenen una forta concentració de pigments adaptats a la visió en lluminositat feble semblen indicar que la vista té un paper important a l'hora de capturar les preses en les profunditats.
Com totes les foques, els elefants marins tenen membres posteriors atrofiats, en què només les extremitats estan desenvolupades, formant amb la cua una aleta caudal. Tanmateix, cadascuna de les potes roman ben distinta i pot desplegar-se en ventall: presenten els cinc llargs dits que sostenen la membrana interdigital. Aquest doble palmell, molt àgil, serveix per a la propulsió dins l'aigua. L'animal l'utilitza generalment en posició vertical, de manera semblant als peixos. En canvi, les aletes pectorals són utilitzades molt poc en la natació.